# Албазинці
Албазинці (кит. спр. 阿尔巴津人, піньїнь: āěrbājīnrén) — китайці, нащадки російських козаків — поселенців прикордонного з Китаєм острогу Албазін, заснованого Никифором Чернігівським в 1665 на Амурі (нині с. Албазино ( Амурської області) на передбачуваному місці розташування фортеці даурського князя Албази.

## Історія

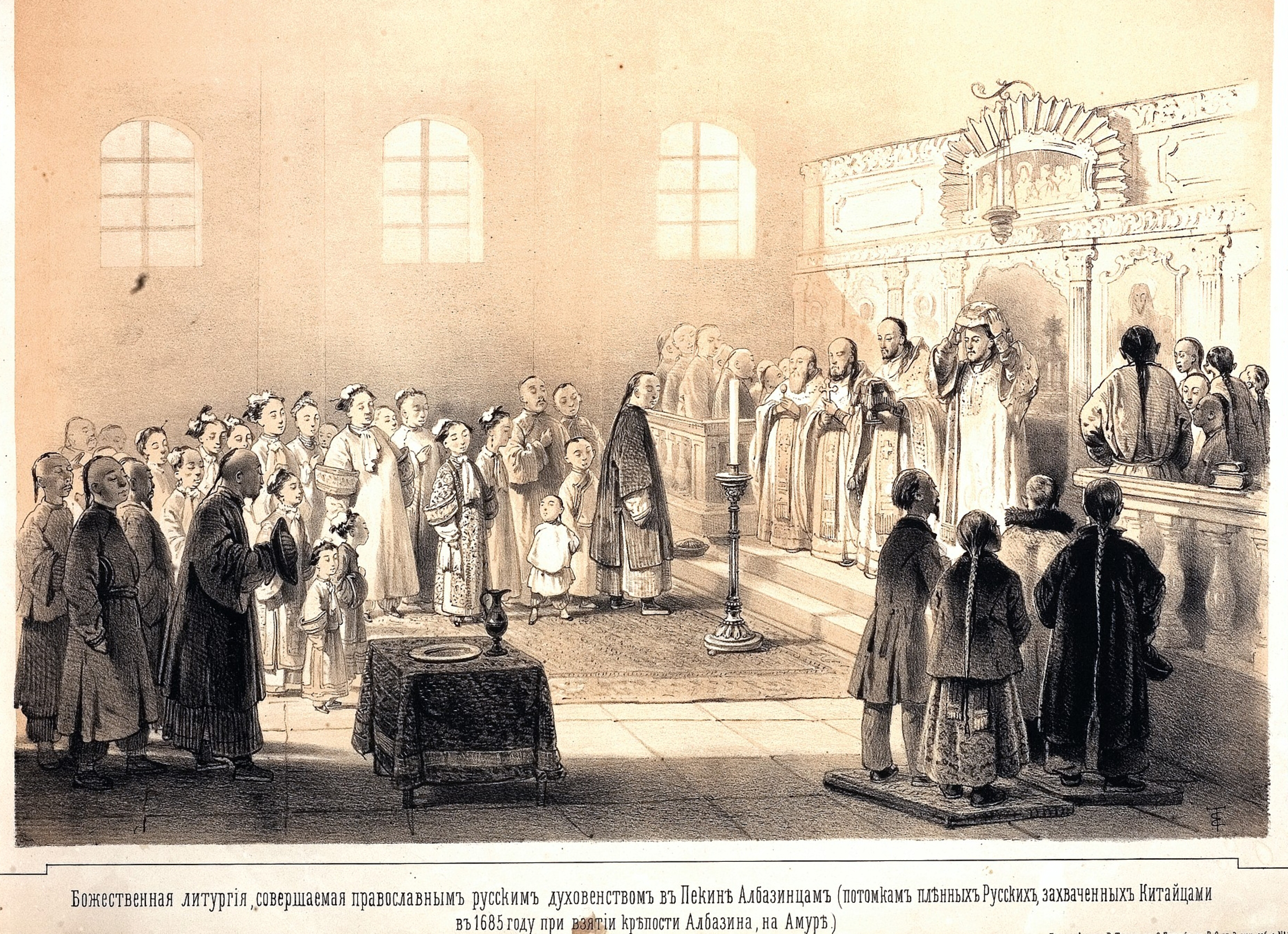
Нащадки козаків-албазинців на православній літургії наприкінці ХІХ століття.

1 червня 1685 року фортеця була обложена великим цинським військом (за різними даними, від 5 до 10 тис. людина). Після здачі острогу 26 червня частину козаків (45—50 осіб) із сім'ями було відведено до Пекіна . Імператор, який правив під девізом " Кансі ", вирішив зарахувати їх до своїх військ як приклад для інших, сподіваючись переманити на свій бік та інших козаків. Албазинці були зараховані до маньчжурських " прапорних військ ", для них спеціально створили Російську сотню у складі «Жовтого з облямівкою прапора». З полонених албазинців лише 12 людей не побажали стати цинськими гвардійцями та вирішили повернутися до Росії. Загалом у цинські війська перейшли щонайменше 100 козаків, чи, як його називали китайці, «ло-ча». Це були найменш лояльні до російського царя елементи. Козаки отримували дуже хорошу платню, грошові подарунки, землі у вічне користування та будинки.
Спочатку на чолі Російської сотні при дворі цинського імператора були лише росіяни, що робилося, як і саме створення цієї частини, з пропагандистською метою. Але з укладанням 1689 року між Росією та Цінською імперією Нерчинського договору політичне значення цієї сотні стало падати, і згодом вона стала регулярною частиною гвардії під командуванням одного з принців Маньчжурської династії.
Прізвища та імена полонених були перераховані воєводою Толбузіним у доповіді про оборону Албазіна, проте досі цей архівний документ, виявлений на початку 2000-х років, не опубліковано. Згідно з переказами, що зберігаються нащадками албазинців дотепер, це були сім'ї Яковлєвих, Дубініних, Романових, Хабарових та Холостових. В даний час їх китайські прізвища звучать відповідно як Яо (姚), Ду (杜), Ло (罗), Хе (何) і Хе (贺).
Для здійснення православного богослужіння імператор передав албазинцям і священику Максиму Леонтьєву, що супроводжував їх, буддистський храм, що знаходився в районі їх поселення. Під час залишення Албазина козаки взяли з собою частину церковного начиння та ікон, у тому числі головну святиню Албазина — ікону святителя Миколи Чудотворця (Миколи Можайського).
Оскільки російських жінок із нею майже було, козаки швидко почали змішуватися з маньчжурами. Ті справляли на них свій вплив, і поступово албазинці, покоління за поколінням стали втрачати православну віру, змішуючи її з вірою маньчжурів. Негативне впливало на них і те, що російський цар відступився від них, і тому навіть наступний напрямок православного священика до Пекіна довго не міг виправити ситуацію з дедалі більшою китаїзацією албазинців. У третіх поколіннях албазинців у XVIII столітті росіяни свідчили, що вони майже нічого залишилося з російських чорт . Лише вдома вони тримали, скоріше як фетиші, натільні хрести та іконки, що залишилися від їхніх героїчних дідів та прадідів.
Згадали в Росії про албазинців, коли вирішили відкрити у Пекіні Духовну місію. Щоб відкрити таку установу, треба було довести цинській владі, що для такої місії є паства і що місія потрібна для обслуговування релігійних потреб цієї пастви, а не для шпигунства. Спочатку намагалися обґрунтувати наявність Духовної місії тим, що вона потрібна для торговців, але цинська влада це відхилила, оскільки російських купців тоді в Цинській імперії було небагато, тому албазинців представили ревними православними християнами. У цей час російські посланці постійно нагадували албазинцям, що вони — нащадки славетних козаків, котрі героїчно билися проти ворога, що несли в серці православну віру. У той же час у донесення Центру албазинців представляли як майже асимільованих маньчжурами, причому багато з них «були позбавлені моральних підвалин». Після довгих переговорів і зволікань Росія в 1716 році відкрила в Пекіні Духовну місію.
У 1831 році колонія албазинців у Пекіні налічувала 94 особи. За даними православного священика Пекіна, вже в середині XVIII століття албазинці «вважали всяке заняття негідним їх, створивши свій особливий тип жителів Пекіна як спадкоємних імператорської гвардії. Зарозумілі у своїй поведінці, горді своїм привілейованим становищем, що не знають, що їм робити зі своїм вільним часом, вони бродили вулицями, відвідуючи чайні та готелі, ресторани та театри, і стали вдаватися до опієкуріння. Поступово вони стали духовно і фізично вироджуватися, впавши у борги та потрапивши до рук лихварів». У 1896 році священики і просто росіяни, що потрапляли до Китаю, писали, що албазинець «в моральному відношенні в кращому разі — дармоїд, який живе подачками, а в гіршому — п'яниця і шахрай».
Під дією православних місіонерів наприкінці ХІХ століття, які розпочали особливо активну роботу з албазинцями, останні «переродилися і стали великими прихильниками православ'я». На той час у Пекіні та інших великих містах їх налічувалося близько тисячі людей. Вже тоді вони через зв'язок з православними священиками потрапили в «чорний список» антиіноземних таємних товариств, які домагалися вигнання іноземців з Цинської імперії та усунення їхнього впливу. Тоді багато албазинців працювали при Російській духовній місії.
В 1900 році сотні їх, у тому числі жінки, діти та люди похилого віку, були вбиті під час Боксерського повстання . При цьому православні священики, які залучили їх до роботи, через яку вони загинули, бігли до Посольського кварталу Пекіна, де сховалися за багнетами міжнародних військ. У ті дні загинуло щонайменше 300 албазинців на чолі зі священномучеником Митрофаном Цзі . На місці їх поховання на території Пекінської духовної місії був споруджений храм в ім'я святих мучеників (зруйнований в 1956 році за вказівкою П. Ф. Юдіна, посла СРСР у КНР), а самі мученики прославлені в лику місцевошановних святих святих пам'ять 11 липня). Інші, опинившись перед вибором — зречення віри чи смерті, — обрали перше і зберегли собі життя.
До приходу білогвардійців до Китаю албазинці носили китайський одяг, «мали китайську подобу», погано говорили російською, але сповідували православ'я. Вже в другій половині 1920-х років багато албазинців працювали в російських емігрантських газетах, добре володіючи пером, добре знаючи китайську специфіку і маючи безліч корисних для своєї роботи контактів.
Після приходу до влади в Китаї комуністів албазинці з кінця 1950-х років швидко асимілювалися з китайцями. Цьому сприяла політика Мао Цзедуна на викорінення всього іноземного, що особливо яскраво виявилося під час культурної революції.
До 2000 року в Китаї проживало близько 250 албазинців — переважно в Пекіні та Тяньцзіні, а також невелика частина у провінції Хейлунцзян. Майже ніхто з них не знає російської мови . Позбавлені можливості молитися в храмі (у Пекіні від часу " культурної революції " не було жодного православного храму), албазинці все ж таки зберігають православну віру.